# Franska öppna mästerskapen
Franska öppna mästerskapen i tennis, med det officiella namnet Championnats Internationaux de France (mer vardagligt Tournoi de Roland-Garros eller bara Roland-Garros), eller vanligtvis bara  Franska öppna, är en tennisturnering i Paris med anor sedan 1891. Den är den enda av tennisens fyra Grand Slam-turneringar som spelas på grus. Matcherna spelas årligen under drygt två veckor i slutet av maj och i  början av juni.
Fram till och med 1924 var tävlingen förbehållen franska spelare (som Championnats de France – Franska mästerskapen). Året efter öppnades den för internationell medverkan (som Championnats Internationaux de France – Franska öppna mästerskapen).

## Historia

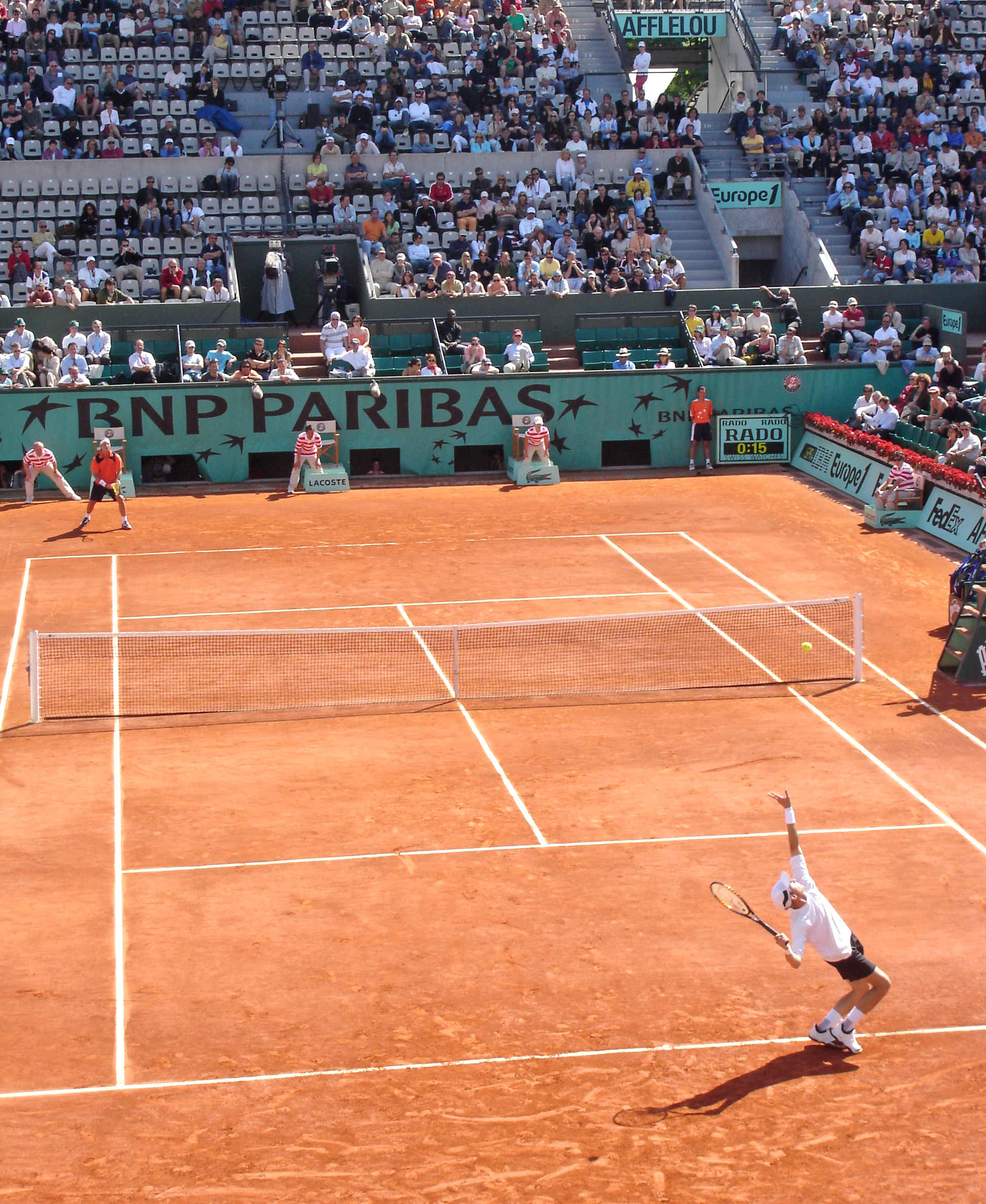
Franska öppna, 2006.

Franska mästerskap i tennis för herrar hölls första gången 1891 som ett endagsmästerskap på anläggningen Ile de Puteaux i Paris. Tävlingen var öppen bara för fransmän och utländska spelare som var medlemmar i någon fransk klubb. Först 1925 blev dessa franska mästerskap öppna för spelare från andra länder. Förste segrare i singel blev den i Paris bosatte britten H. Briggs. Franska mästerskap i singel för damer spelades första gången 1897, och segrare blev fransyskan Adine Masson. Hon erövrade titeln även de följande två åren, och vann sedan ytterligare två singeltitlar.  Sista gången som franska mästerskapen var "stängda" för utlänningar var 1924. Det året möttes de nya franska tennisstjärnorna de "fyra musketörerna" i semifinalspelet, och slutligen stod Jean Borotra som segrare. Året därpå, 1925, blev tävlingen öppen både för franska spelare och de bästa utländska spelarna som "franska internationella tennismästerskapen för amatörer". Som medarrangör fanns då också Racing Club de France. De franska tennismusketörerna fortsatte dock att dominera tävlingen även de följande åren.
År 1927 erövrade de franska musketörerna sin första Davis Cup-titel, efter en sensationell seger i Challenge Round i USA. Enligt dåtida regler förväntades segrarnationen arrangera det följande årets Challenge Round. I en stämning av "tennisyra" som rådde i Frankrike, där DC-segrarna hyllades som nationalhjältar, beslöt Stade Francais Club att försälja tre hektar av sina ägor vid Porte d'Auteuil i sydvästra Paris för ett nytt stadion för nästa års Challenge Round, på villkor att det skulle administreras av det Franska tennisförbundet och uppkallas efter en av klubbens berömdaste medlemmar, en flygpionjär vid namn Roland Garros. 
Det nya Roland Garros-stadion stod klar i maj 1928, med plats för 8000 åskådare (senare utökat till cirka 13.000) runt centercourten. Anläggningen hade nio grusbanor och två cementbanor. Invigningsmatchen spelades mellan den brittiskan Miss Bennett och fransyskan Madame Lafaurie. I juli månad försvarade det franska herrlandslaget framgångsrikt sin DC-titel på Roland Garros. Frankrike behöll cupen ända till 1932. Sedan 1928 spelas också franska internationella mästerskapen på Roland Garros. 
I samband med andra världskriget spelades inte turneringen åren 1940–1945. Franska mästerskapen vid Roland Garros var den första turneringen som blev "öppen" 1968. Det innebar att såväl amatörer som proffs var välkomna att delta. Sedan dess har den spelats som "Franska öppna". Roland Garros har under 2005 genomgått en omfattande renovering. Liksom under hela mästerskapens historia spelas turneringen fortfarande på grusbanor.
2020 års turnering blev, på grund av Coronaviruspandemin, uppskjuten och spelades i stället 21 september–11 oktober det året. Året därpå, 2021, var turneringen tillbaka i månadsskiftet maj–juni.

### Andra turneringar som gått upp i Franska mästerskapen/Franska öppna
Mellan 1912 och 1923 (med uppehåll under första världskriget) spelades också i Paris franska internationella tennismästerskap (som märkligt nog kallades [på engelska] World Hard Court Championships trots att de spelades på grusbanor). Dessa mästerskap var öppna för amatörspelare av alla nationaliteter. Turneringen gick 1925 upp i Franska internationella tennismästerskapen för amatörer (sedermera Franska öppna) som det året öppnats för spelare av alla nationaliteter.
Perioden 1930–1968 spelades också French Pro Championships på grusunderlag på Roland Garros-anläggningen i Paris. Turneringen var en av de tre stora årliga professionella tennismästerskapsturneringar för professionella tennisspelare som ersättning för Grand Slam-turneringarna från vilka dessa var utestängda fram till 1968. Även denna turnering gick därefter upp i Franska öppna.

## Tidigare singelmästare
Under 1900-talets första år och fram till första världskrigets utbrott var Max Decugis den första franska tennisstjärnan med åtta singelsegrar i de franska nationella mästerskapen. Han anses vara den förste fransman som spelade modern tennis med en kraftfull serve slagen som en smash över huvudet och uppföljande volleyspel vid nätet. Tillsammans med "Fifi" Germot vann han också dubbeltiteln 10 gånger. Perioden 1922 till 1932 var det alltid någon av de fyra musketörerna Jean Borotra, Henri Cochet, René Lacoste eller Jacques Brugnon (den senare endast i dubbel) som stod som slutsegrare. Bland segrarna före andra världskriget märks Jack Crawford, Australien, som 1933 blev den förste icke-fransmannen sedan 1891 att vinna turneringen. År 1938 vann amerikanen Donald Budge franska mästerskapen som ett led i historiens första äkta Grand Slam i tennis. På 1950-talet (1957) vann Sven Davidson sin första GS-titel efter finalseger i franska mästerskapen över amerikanen Herbert Flam. Rod Laver vann turneringen två gånger under 1960-talet, båda gångerna som ett led i hans dubbla äkta Grand Slam. Bland herrarna var Björn Borg länge ensam rekordhållare med sex vunna singeltitlar (1974–1981). Hans rekord har senare slagits av Rafael Nadal, som har fjorton titlar (2005–2008, 2010–2014, 2017–2020, 2022). År 1982 vann Mats Wilander otippad finalen över argentinaren Guillermo Vilas. Han vann titeln ytterligare två gånger. Sveriges tredje världsetta, Stefan Edberg nådde finalen 1989, men förlorade den mot amerikanen Michael Chang. Noterbart är att 1990-talets dominant inom herrtennisen, Pete Sampras, aldrig lyckades vinna franska öppna.
Bland kvinnliga framstående spelare märks fransyskan Suzanne Lenglen som vann sex gånger 1920–1926. Efter henne dominerade amerikanskan Helen Wills Moody som vann singeltiteln fyra gånger under perioden 1928–1932. Åren före det andra världskriget blev tyskan Hilde Krahwinkel Sperling mästarinna tre gånger. Amerikanskan Maureen Connolly vann tävlingen två gånger under sin korta karriär. Det var 1953 och 1954. År 1953 blev hon första kvinna att ta en äkta Grand Slam i tennis. Efter henne blev den australiska spelaren Margaret Smith Court den andra kvinnliga spelaren att ta en äkta Grand Slam. Det var 1970. Totalt vann hon under perioden 1962–1973 sex singeltitlar i franska mästerskapen. Amerikanskan Chris Evert vann hela sju singeltitlar (rekord) i franska öppna mellan 1974 och 1986. Tyskan Steffi Graf är den tredje kvinna som tagit en äkta Grand Slam (1988). Hon vann franska öppna sex gånger.

## Segrare (Franska öppna)
- Herrsingel
- Damsingel
- Herrdubbel
- Damdubbel
- Mixed dubbel

## Segrare i World Hard Court Championships
- Damsingelsegrare

## Segrare i Franska professionella mästerskapen
Segrare listas i huvudartikeln Championnat International de France Professionnel

## Citronpriset
Citronpriset är ett föga smickrande pris som utdelas i samband med Franska öppna i tennis av media, till den spelare som har varit grinigast under turneringen.
"Vinnare" har bland annat varit Ivan Lendl och Marcelo Ríos.